# Richard Fariña
 (mars 2019).
Si vous disposez d'ouvrages ou d'articles de référence ou si vous connaissez des sites web de qualité traitant du thème abordé ici, merci de compléter l'article en donnant les références utiles à sa vérifiabilité et en les liant à la section « Notes et références ».
Pour les articles homonymes, voir Farina.
Richard George Fariña, né le 8 mars 1937 à Brooklyn (États-Unis) et mort le 30 avril 1966 à Carmel-by-the-Sea, est un auteur et un chanteur de folk américain. Il fut une figure de la contre-culture et de la scène folk rock du début au milieu des années 1960. Il était l'ami de Thomas Pynchon, qu'il avait rencontré à l'université Cornell.
Richard Fariña a épousé Margarita Mimi Baez, jeune sœur de la chanteuse Joan Baez, en 1963. Ils ont ensuite collaboré sur un certain nombre d'albums folk, les plus célèbres ont été de Celebrations for a Grey Day (1965) et Reflections in a Crystal Wind (1966).
Richard Fariña est mort le 30 avril 1966 dans un accident de moto, deux jours après la publication de son roman « L'avenir n'est plus ce qu'il était » (« Been Down So Long It Looks Like Up to Me ») devenu depuis un livre culte aux États-Unis, et qui a inspiré une chanson à Jim Morrison, Been Down So Long.